# Лобузов, Артём Юрьевич
Артём Юрьевич Лобузов (род. 24 января 1991, Москва) — российский пловец, призёр чемпионата мира, экс-рекордсмен мира, заслуженный мастер спорта России.

## Биография
В сборные России привлекается с 2007 года, когда в Белграде стал двукратным чемпионом Европейского юношеского Олимпийского фестиваля — в эстафете 4×200 метров вольным стилем и смешанной эстафете 4×100 метров.
На чемпионате Европы среди юниоров в 2008 году в Белграде завоевал серебряную награду на дистанции 200 метров вольным стилем и две бронзы — в эстафетах 4×100 метров и 4×200 метров вольным стилем.
На следующем европейском юниорском первенстве в 2009 году в Праге завоевал бронзу на 200-метровке вольным стилем. А четвёрка в эстафете 4×200 вольным стилем взяла серебро.
Участник Олимпиады 2012 в Лондоне, где был 16-м на дистанции 200 метров вольным стилем. В эстафете 4×200 метров вольным стилем российская четвёрка оказалась десятой.
В Казани на Летней Универсиаде 2013 года стал чемпионом в эстафете 4×200 метров вольным стилем.
На чемпионате мира 2013 года в [Барселоне российская четвёрка в эстафете 4×200 метров вольным стилем стала второй.
Студент Российского государственного университета физической культуры, спорта, молодёжи и туризма (ГЦОЛИФК).
В 2022 году дисквалифицирован на четыре года за нарушение антидопинговых правил. Дата начала дисквалификации — 25 августа 2021 года.